# 社内報
社内報（しゃないほう）とは、社内広報を行うためのツールとして制作された冊子（社内誌）やWeb、映像などの媒体のこと。
最近は社内イントラネットの普及でWebを使った社内報も増えているが、昔ながらの紙媒体が今も主流となっている。
Webなどの媒体は速報性は高いものの、業務中にじっくり読めないなどのデメリットもあることから、速報性が求められる情報や紙媒体で掲載しきれない情報などはWebを、じっくり読ませたい内容については紙媒体を活用するなど、両方の媒体を共存させながら特徴を見極めて使い分けを行っている企業もある。

## 日本の社内誌の歴史
日本における最初の社内誌は現在の日本生命保険が1902年に発行した『社報』である。
近年は自社のオウンドメディアと機能を統合し、社内への情報発信もそれらの一部に含める形態も出てきている。日本ではトヨタ自動車が2023年11月で社内報の発行を終了し、以後は自社の『トヨタイムズ』に機能を統合することを明らかにしている。

## 社内報を制作する主な理由
社内報を制作する主な理由としては、第一にコミュニケーションツールとして活用することで、社内の情報や価値観の共有化を図ることが考えられる。
最近は転職が一般的になってきたことから、社歴の短い社員が多くを占める企業も少なくない。そういった企業は、統一された社風やその会社らしさというものが形成されにくく、愛社精神を持つ社員も必然的に少なくなる。
バブル崩壊後は経費削減の一環で社内報の制作については縮小傾向にあったが、最近は企業風土の醸成の観点から見直されてきている。
経営者の視点から見ると、経営方針を浸透させるために非常に有効的なツールであると言える。経営者が考えていることが末端の社員にまできちんと伝わることが、企業ブランド構築の上で大変重要である。そのため経営者が社内報の編集などに積極的に関わっている企業もある。また、社員が社内報を熟読し内容を理解しているか確認する目的で社員に社内報の感想文の提出を求めている企業も存在する。

## 提供記事
よく、社内報に有名人のインタビュー記事が出ていることがある。例えば、成人式近くに発行される号に「新成人へ贈る言葉」といったタイトルで有名スポーツ選手の談話が出ているといったものである。
これは、経団連などで発行している社内報制作情報誌からの転載記事で、その情報誌を購入している企業が無償で記事を転載できるように提供しているものである。専門の制作スタッフがいない中小企業などで重宝されている。

## 制作方法
その企業内に広報部が設置されていれば部署内で企画・編集を包括的に行う場合もあるが、広報部が設けられていない、または設けられている場合でも、自社では企画立案のみを行い、実際の編集業務は編集プロダクションと呼ばれる刊行物の編集を行う専門会社に依頼することもある。ほかにも広告代理店や印刷会社が制作を請け負うこともある。

## 関連文献
- 年刊『社内誌企画ベストセレクション』（ナナ・コーポレート・コミュニケーション）
- 『読んで役立つ社内報編集ガイド』（日本経団連事業サービス社内広報センター編、日本経団連出版、2007年）
- 『組織と人を活性化するインナー・コミュニケーションと社内報』（産業編集センター編著・刊、2011年）